# Kılıçlar, Hayrabolu
Kılıçlar là một xã thuộc huyện Hayrabolu, tỉnh Tekirdağ, Thổ Nhĩ Kỳ. Dân số thời điểm năm 2011 là 173 người.